# Paul Busching
Paul Busching (* 2. März 1877 in Hamburg; † 25. April 1945 in Berlin) war ein deutscher Volkswirtschaftler und Wohnungsreformer.

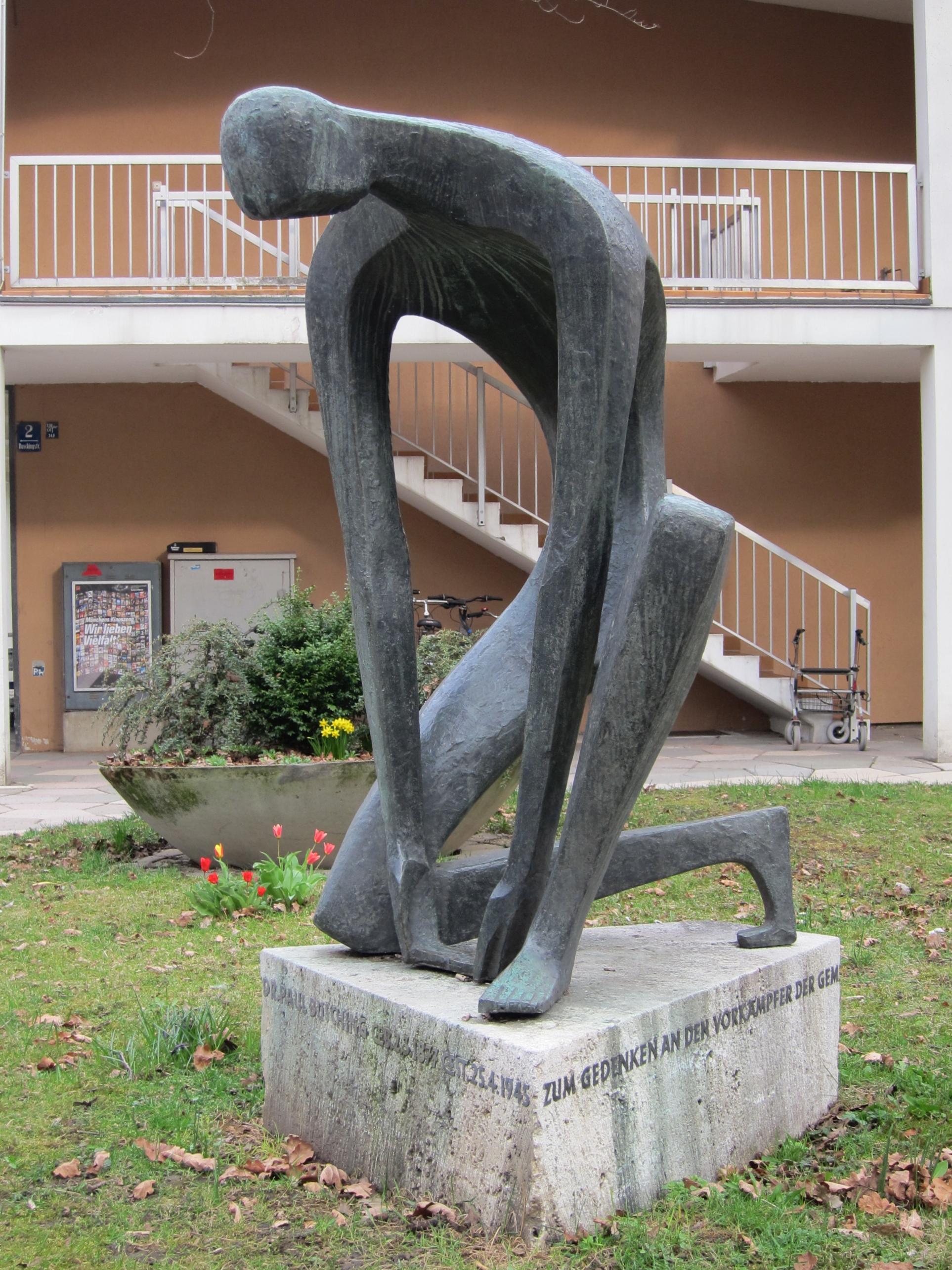
Denkmal für Paul Busching in München

Busching studierte in München Volkswirtschaft und Rechtswissenschaft und setzte sich für die Förderung des Wohnungsbaus ein. 1899 gründete er den Verein für Verbesserung der Wohnverhältnisse in München (heute: Gemeinnütziger Wohnungsverein München 1899 e. V.). 1909 wurde er Vorstand des Verbands bayerischer Wohnungsunternehmen. 1913 wurde Busching Professor an der Technischen Hochschule München, wo er Kleinwohnungswesen und Siedlungsbau lehrte. 1917 wurde er Geschäftsführer der Bayerischen Landessiedlungsgesellschaft, 1918 Mitglied im Ausschuss der GWG Städtischen Wohnungsgesellschaft.
1933 wurden ihm aufgrund seiner Gegnerschaft zu den Nationalsozialisten alle Ämter entzogen. Er starb 1945 in Berlin.
In München erinnert an Paul Busching die 1955 nach ihm benannte Buschingstraße in der Parkstadt Bogenhausen. An der Buschingstraße befindet sich auch ein Denkmal für ihn: eine 1958 von Seff Weidl geschaffene Bronzeskulptur, die einen Grundsteinleger darstellt.